# Бразилия (посёлок)
Бразилия — упразднённый посёлок  в Волчихинском районе Алтайского края. Располагался на территории Волчихинского сельсовета. Точная дата упразднения не установлена.

## География
Располагался у озера Малое Чебачье, в 6 км к северо-востоку от села Волчиха.

## История
Основан в 1920 году. В 1928 г. посёлок Бразилия состоял из 20 хозяйств. В составе Волчихинского сельсовета Волчихинского района Славгородского округа Сибирского края.

## Население
В 1926 г. в посёлке проживало 103 человека (54 мужчины и 49 женщин), основное население — русские.